# Funkcja dobrobytu społecznego
Celem funkcji dobrobytu społecznego jest ujęcie ogólnego położenia społeczeństwa, odzwierciedla preferencje jednostek dotyczącą różnych stanów świata.
Polegają na wyborze odpowiedniego operatora matematycznego (np. dodawania czy mnożenia), przekształcającego preferencje jednostek w preferencje społeczne.
Najczęściej stosowanymi funkcjami dobrobytu społecznego są:
- a) utylitarystyczna
  - Społeczna funkcja użyteczności może być wyrażona jako ważona suma użyteczności indywidualnych.
- b) mulitplikatywna, tzw. Bernoulliego–Nasha (multiplikatywna) lub Cobba–Douglasa
  - Poprzez mnożenie wykazuje się, że równiejszy podział dochodów przynosi większy dobrobyt społeczny

- c) Rawlsa
  - Dobrobyt społeczny określony jest wyłącznie jako wartość funkcji użyteczności dla jednostki znajdującej się w bardzo złym położeniu

{\displaystyle W=min(ui),i=1,2,...,H}
Wartość funkcji użyteczności dla jakiejś osoby, przy założeniu o braku zmiany funkcji użyteczności dla jednostki w najgorszej sytuacji, nie powoduje przejścia na wyższy poziom dobrobytu społecznego, który wzrasta jedynie przy wzroście minimalnej wartości funkcji użyteczności. Występuje brak wymienności między funkcjami użyteczności dla 2 osób.
- d) Bergsona-Samuelsona[1]

{\displaystyle W=W(u1,u2,...,uH)}
Funkcja dobrobytu społecznego, której argumentami są jedynie indywidualne funkcje użyteczności. Przy założeniu o pomiarze użyteczności na skali porządkowej umożliwia jedynie określenie warunków optymalności Pareto (Samuelson, 1947).
Zakłada:
- uwzględnienie ekonomii dobrobytu (ze względu na wykorzystanie indywidualnych użyteczności)
- porównywalność użyteczności osiąganej przez poszczególne jednostki
- wypukłość preferencji społecznych

Umożliwia takie samo traktowanie preferencji społecznych jak preferencji jednostek.